# Martu (Gott)
Martu (Amurrum) ist eine akkadische Gottheit.
Amurrum war ursprünglich eine Gottheit westsemitischer Nomaden. In das sumerische Pantheon wurde er unter dem Namen Martu als Sohn des Anu aufgenommen. Seine Gemahlin war eine Herrin der Steppe, manchmal wurde auch Ašratum als seine Frau angesehen, die oft mit der späteren ugaritischen Athirat gleichgesetzt wird.
Martu und Amurru waren nicht nur der Name der akkadischen Gottheit, sondern auch des Volkes der Amurriter in der sumerischen und akkadischen Sprache. Es ist anzunehmen, dass sich die beiden Namen gegenseitig bedingt haben.
Martu ist der Held eines sumerischen Mythos.